# رشيد حمداني
رشيد حمداني (8 أبريل 1985) هو لاعب كرة قدم فرنسي-مغربي، ولد في فرنسا ومثّل المغرب دوليًا.

## مهنة النادي
بدأ رشيد مسيرته في فرنسا باللعب بشكل أساسي مع الفريقين؛ نادي نانسي وكليرمون فوت، حتى صيف 2011، انضم إلى النادي القبرصي، أبولون ليماسول في عام 2011، وفاز بكأس قبرص 2012–13، سجل في آخر مباراة لعبها لنادي أبولون ليماسول في موسم 2014-2015. وفي 17 يونيو 2015، وقع عقدًا لمدة عامين مع النادي اليوناني أستيراس تريبوليس الذي يلعب في دوري سوبر ليغ.

## الإنجازات
- الدوري الفرنسي الدرجة الثانية: 2005.
- كأس الرابطة الفرنسية: 2006.
- كأس قبرص: 2012-13.

## الإحصائيات
| المباريات والأهداف مع المنتخب الوطني | المباريات والأهداف مع المنتخب الوطني | المباريات والأهداف مع المنتخب الوطني | المباريات والأهداف مع المنتخب الوطني | المباريات والأهداف مع المنتخب الوطني | المباريات والأهداف مع المنتخب الوطني | المباريات والأهداف مع المنتخب الوطني |
| 2008                                 | 2008                                 | 2008                                 | 2008                                 | 2008                                 | 2008                                 | 2008                                 |
| ------------------------------------ | ------------------------------------ | ------------------------------------ | ------------------------------------ | ------------------------------------ | ------------------------------------ | ------------------------------------ |
| 1.                                   | 31 مايو 2008                         | الدار البيضاء                        | إثيوبيا                              | 3:0                                  | 0                                    | تصفيات كأس العالم 2010               |
| 2.                                   | 07 يونيو 2008                        | نواكشوط                              | موريتانيا                            | 4:1                                  | 0                                    | تصفيات كأس العالم 2010               |

## روابط خارجية
- رشيد حمداني على موقع قاعدة بيانات كرة القدم.إي يو (الإنجليزية)
- رشيد حمداني على موقع ناشيونال فوتبول تيمز (الإنجليزية)
- رشيد حمداني على موقع Soccerway.com (الإنجليزية)
- رشيد حمداني على موقع AS.com (الإسبانية)